# Bataille de Cheat Mountain
Pour les articles homonymes, voir Cheat (homonymie).
Guerre de Sécession
Batailles
Campagne de Virginie-Occidentale
- Philippi
- Rich Mountain
- Corrick's Ford
- Kessler's Cross Lanes
- Carnifex Ferry
- Cheat Mountain
- Greenbrier River
- Camp Alleghany

La bataille de Cheat Mountain est une bataille de la guerre de Sécession qui s'est déroulée du 12 au 15 septembre 1861 dans les comtés de Pocahontas et de Randolph en Virginie (aujourd'hui en Virginie-Occidentale). C'est la première opération menée par le général Lee lors de la guerre de Sécession.

## Prélude
Après la défaite lors de la bataille de Rich Mountain et la mort du général Robert S. Garnett, les troupes confédérées, sous le commandement du général Lee, traversent les monts Allegheny pour aller à la rencontre des troupes de l'Union.
Devant lui, la plus grosse partie des forces fédérales, sous les ordres du général John J. Reynolds (en), sont retranchées dans le camp Elkwater situé au confluent des rivières Tygart (en) et Elk.
Le reste des troupes fédérales occupe Cheat Mountain (en), sur la route allant de Staunton à Parkersburg. Elles y ont construit un blockhaus flanqué de terre et de troncs d'arbres, protégé par des abattis et inaccessible de deux côtés du fait de l'escarpement de la montagne. Cheat Moutain est un emplacement stratégique car il permet le contrôle des passes et de la route à péage de Staunton et Parkersburg(p359).

## Bataille
En arrivant sur place, Lee décide d'envoyer le colonel Albert Rust à la tête du 3e régiment d'infanterie d'Arkansas, en reconnaissance. Après avoir bâclé cette dernière, il indique que la position peut être facilement investie avec un assaut. Immédiatement, Lee ordonne alors une double attaque. Il mènera lui-même une attaque sur le camp Elkwater après avoir reçu le signal de l'attaque de Rust sur Cheat Mountain. La première attaque est lancée contre le 14th Indiana Infrantry retranché sur le Cheat Moutain et la seconde contre les autres régiments de Reynolds(p359).
Après avoir contourné le blockhaus pour se retrouver derrière les positions de l'Union, Rust se rend compte de l'impossibilité de mener une attaque contre cette fortification dans des conditions atmosphériques exécrables (pluie et brouillard). Après un contact vain se retire sans avoir donné le signal à Lee qui, informé, abandonne son projet.

## Conséquences
La première bataille livrée par le général Lee se termine sur une retraite des confédérés qui partent renforcer les troupes du Sud sur la ligne de Lewisburg.
L'opération n'aura aucune influence sur la campagne menée en Virginie-Occidentale.